# Xcas
Xcas је кориснички интерфејс у Giac, слободан, основни рачунарски алгебарски систем за  Windows, Mac OS X и Linux/Unix. Giac се може користити директно унутар другог C++ програма.
Xcas/Giac је пројекат отвореног кода развијен од стране Bernard Parisse- др. на Joseph Fourier University у Греноблу (Isère) од 2000. Она се заснива на искуству стеченом у Parisse's бившем пројекту Erable.
Giac има режим компатибилност са Maple и MuPAD софтвером и  TI-89, TI-92 и Voyage 200 калкуклаторима. Корисници могу користити Giac/Xcas као слободан софтвер компатибилан са Maple да развију формалне алгоритаме или да га користите у другом софтверу.
Pocket CAS и CAS Calc P11 користе Giac. У 2013. години, такође је интегрисан у погледу GeoGebra's CAS
CmathOOoCAS, један OpenOffice.org плугин који омогућава формални обрачун у Calc прорачунској таблици и писац текста прераде, користи Xcas за обављање израчунавања.
Систем је такође изабран од стране Hewlett-Packard као CAS за њихову HP премијеру калкулатора, који користи Giac/Xcas 1.1.2 мотор под шемом двоструке лиценце.

## Карактеристике
Овде је кратак преглед онога што Xcas може:
- рачунарска алгебра;
- геометрија у равни;
- геометрија у простору;
- табела;
- статистика;
- програмирање.